# 上卫增一 (紫微左垣)
上卫增一 (β Cep/仙王座β), 英文名Alfirk，是仙王座內的一顆三等星。它是仙王β型變星的原型。

## 名称
它的西洋固有名稱是Alfirk (阿拉伯 الفرقة al-firqah)，意思是"羊群"，中國的名稱是上衛增一，屬紫微垣左垣。 

## 可见性
上卫增一极北的赤纬70度使他大多只能在北半球看见。在津巴布韦的哈拉雷或是玻利维亚的圣克鲁斯或是南纬19度附近这么南的地方是不可见的。该星在整个欧洲，亚洲，北美的大部分都是拱极的。在北纬大于20度的位置都会发现该星在夜空中一直可见。因为上卫增一是个比较暗的三等星，它在大部分光污染严重的城市可能很难辨认，但是在乡村的地方该星很容易看见。

## 特性
仙王座β是一个三合星，包含一对光谱联星和一个8等的光学伴星。视星等在3.16和3.27之间变化，周期0.19048天。
仙王座βA是一个次巨星，恒星分类B0IV。它曾经被分类为主序星或是巨星的亮度分类。该星的半径估计为7倍太阳，质量12倍太阳。像大部分大质量的B型星，仙王座β是个相对年轻的恒星，估计年龄只有数百万年。像大部分的巨星，仙王座βA自转缓慢，每天7度，需要大约51天才能自转一次。
仙王座βB是一个Be星，以周期85年的轨道环绕主星。在1972年用散斑干涉解析出它的距离为0.25"。
仙王座βC是一个7.8等的A2主序星，距离13.6"。

## 变化
仙王座β以4小时34分规律的胀缩，产生0.11等的亮度变化。它是仙王β型變星的原型，炽热的主序星或巨星进行类似造父变星的胀缩，但是由铁透明度驱动的而不是氦。

## 外部連結
- Yale Bright Star Catalog; click on Cepheus（页面存档备份，存于）